# Schronisko turystyczne pod Skrzycznem
Schronisko turystyczne pod Skrzycznem – nieistniejące górskie schronisko turystyczne w Beskidzie Śląskim, na stoku Skrzycznego.

## Historia
Schronisko zostało zbudowane w 1924 przez Wintersportklub z Bielska. Drewniany budynek składał się z 2 izb, w których mogło nocować 20 osób. Korzystali z niego głównie narciarze.
Obiekt istniał prawdopodobnie do II wojny światowej.

Na Skrzycznem postawił w odległości 5 min. od szczytu po stronie płn. bar. Klobus z Łodygowic wraz z Wintersportklubem z Bielska domek myśliwski i schronisko narciarskie z 16 miejscami noclegowemi, jadalnią i sypialnią. Schronisko nie jest zagospodarowane. Klucze przechowują gajowi i wydają je za zezwoleniem właścicieli.